# Allied Air
Allied Air es una aerolínea de carga con base en Lagos, Nigeria. Efectúa vuelos chárter y regulares en Nigeria y el resto de África. Su principal base de operaciones es el Aeropuerto Internacional Murtala Mohammed, Lagos.

## Historia
La aerolínea es una compañía nigeriana fundada en 1998.

## Destinos
Sus principales destinos regulares son Acra, Freetown, Monrovia, Entebbe y Malabo. También tiene vuelos regulares a Ostende-Brujas.

## Flota
La flota de Allied Air incluye los siguientes aviones, con una edad media de 28,5 años (a agosto de 2024):
| Boeing 737-400F | 3 | — |  |  |  |  |
| Boeing 737-800F | 1 | — |  |  |  |  |
| Total           | 4 | — |  |  |  |  |

Otros aviones, incluyendo un McDonnell Douglas DC-10-30, un Boeing 747-200 y un Ilyushin Il-76 son alquilados cuando se precisa.

## Accidentes
- Vuelo 111 de Allied Air: El 2 de junio de 2012 un Boeing 727 de la compañía, que operaba el vuelo 111, se salió de la pista cuando aterrizaba en el Aeropuerto Internacional de Kotoka, en Ghana. El avión traspaso la alambrada del aeropuerto y embistió un autobús matando a los 10 ocupantes de este. Los 4 tripulantes del avión sobrevivieron.